# Cygnus X-1

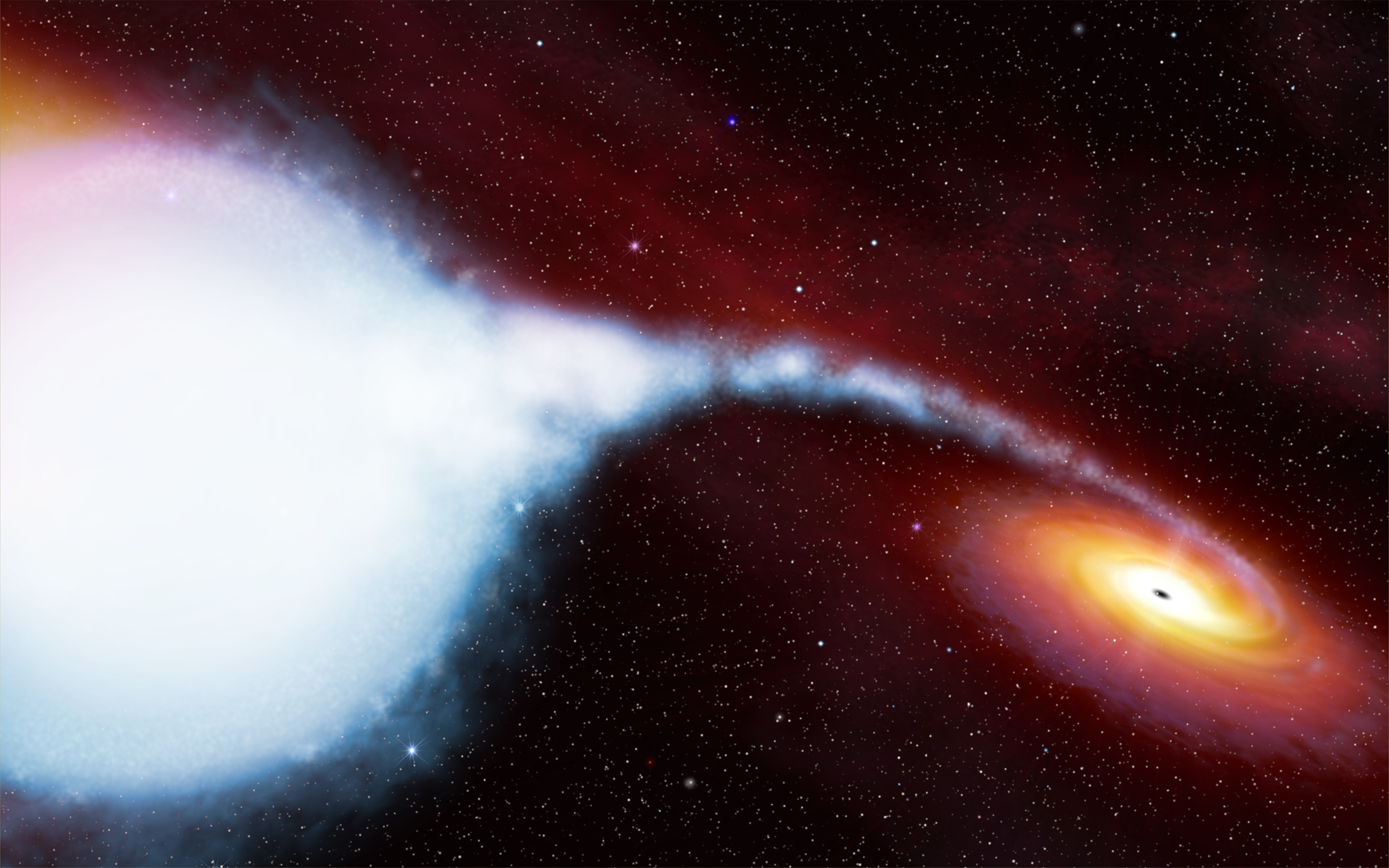
Představa malíře o dvojhvězdě Cygnus X-1

Cygnus X-1 je zdroj rentgenového záření v souhvězdí Labutě a jeden z pravděpodobných kandidátů na černou díru. Je to masivní rentgenová dvojhvězda a jedna Zemi z nejbližších potenciálních černých děr 7 200 světelných let.
Jedná se o první objevený rentgenový zdroj v souhvězdí Labutě objevený rentgenovým detektorem vyneseným nad atmosféru Země roku 1964. Cygnus X-1 je těsná dvojhvězda. Její viditelná složka je velmi svítivý nadobr HDE 226868 (hvězda o hmotnosti 10-50 Sluncí) spektrálního typu O9,7. Jeho radiální rychlost se pravidelně mění s periodou 5,6 dne, což víme z posuvu spektrálních čar. Můžeme ji tedy nazvat spektroskopickou dvojhvězdou. Nadobr obíhá okolo neviditelné složky. Předpokládáme, že touto neviditelnou složkou je černá díra s hmotností větší než 14 hmotností Slunce.
Žhavá hvězda a neviditelná černá díra spolu tvoří rentgenovou dvojhvězdu. Plazma dopadá na akreční disk, který velkou rychlostí obíhá okolo černé díry. V místě dopadu se disk zahřívá na teplotu milionů K. Vysokoteplotní plazma disku je zdrojem intenzivního rentgenového záření. Cygnus X-1 má více než dvojnásobnou hmotnost neutronové hvězdy. To byl také jeden z důkazů, že neviditelnou složkou této dvojhvězdy je černá díra.
Další rentgenová dvojhvězda v souhvězdí Labutě je Cygnus X-3.